# Paresh Rawal

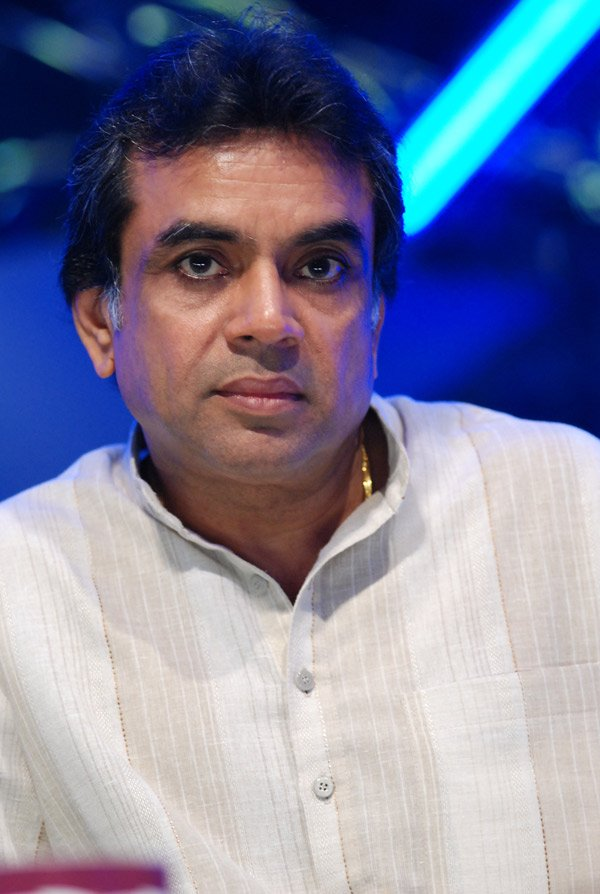
Paresh Rawal

Paresh Rawal (Gujarati: પરેશ રાવલ), (* 30. Mai 1950 in Mumbai) ist ein indischer Schauspieler und Politiker.

## Schauspielkarriere
Rawal hatte 1984 in dem Film Holi sein Filmdebüt in einer Nebenrolle, schon zwei Jahre später 1986 konnte er sich im Film Naam als Schauspieler etablieren. Er erschien in mehr als 240 Filmen. Paresh Rawal größter Hit war Hera Pheri. Er ist mit der Schauspielerin und Gewinnerin des Miss India Contest 1979 Swaroop Sampat verheiratet.

## Politik
Bei der Parlamentswahl in Indien 2014 wurde Paresh Rawal als Kandidat der Bharatiya Janata Party (BJP) aus dem Wahlkreis Ahmedabad East im Bundesstaat Gujarat in die Lok Sabha, das Unterhaus des indischen Parlaments, gewählt.

## Filmografie (Auswahl)
- 1984: Holi
- 1986: Naam
- 1986: Das Gewürz (Mirch Masala)
- 1993: Maya Memsaab
- 1993: King Uncle
- 1995: Akele Hum Akele Tum
- 1997: Auzaar
- 1997: Gupt: The Hidden Truth
- 2000: Hera Pheri
- 2000: Har Dil Jo Pyar Karega...
- 2000: Dulhan Hum Le Jayenge
- 2000: Mein Herz schlägt indisch (Phir Bhi Dil Hai Hindustani)
- 2001: Nayak: The Real Hero
- 2003: Nur dein Herz kennt die Wahrheit (Dil Ka Rishta)
- 2003: Und am Abend wartet das Glück (Baghban)
- 2004: Hulchul – Eine verrückte Lovestory (Hulchul)
- 2005: Garam Masala
- 2005: Deewane Huye Paagal
- 2006: Chup Chup Ke
- 2006: Phir Hera Pheri
- 2006: 36 China Town
- 2007: Fool N Final
- 2008: Du liebst mich, du liebst mich nicht (Jaane Tu… Ya Jaane Na)
- 2010: Atithi Tum Kab Jaoge?
- 2018: Sanju

## Auszeichnungen
- Filmfare Awards für den besten Schurken
  - 1994 für den Film Sir

- Filmfare Awards für den besten Komiker
  - 2001 für den Film Hera Pheri
  - 2003 für den Film Awara Paagal Deewana

- National Film Awards für den besten Nebendarsteller
  - 1993 für den Film Sir
  - 1993 für den Film Woh Chokri

- IIFA Awards für den besten Komiker
  - 2001 für den Film Hera Pheri

- Star Screen Awards für den besten Nebendarsteller
  - 1996 für den Film Raja

- Star Screen Awards für den besten Komiker
  - 2004 für den Film Awara Paagal Deewana

- Zee Cine Awards für den besten Komiker
  - 2001 für den Film Hera Pheri
  - 2003 für den Film Awara Paagal Deewana

- Bollywood Movie Awards für den besten Komiker
  - 2001 für den Film Hera Pheri
  - 2004 für den Film Hungama